# Lough Nillan Bog (Carrickatlieve) SAC
Lough Nillan Bog (Carrickatlieve) SAC este o arie protejată (arie specială de conservare — SAC, sit de importanță comunitară — SCI) din Irlanda întinsă pe o suprafață de 4.149,54 ha, integral pe uscat.

## Localizare
Centrul sitului Lough Nillan Bog (Carrickatlieve) SAC este situat la coordonatele 54°45′33″N 8°15′13″W / 54.759093°N 8.25358°V.

## Înființare
Situl Lough Nillan Bog (Carrickatlieve) SAC a fost declarat sit de importanță comunitară în mai 1998 pentru a proteja 3 specii de animale. Situl a fost protejat și ca arie specială de conservare în iulie 2022.

## Biodiversitate
Situată în ecoregiunea atlantică, aria protejată conține 2 habitate naturale: Ape oligotrofe din câmpii nisipoase, cu un conținut foarte redus de minerale (Littorelletalia uniflorae), Turbării de acoperire (* exclusiv pentru turbării active).
La baza desemnării sitului se află mai multe specii protejate de  păsări (3): Anser albifrons flavirostris, șoim de iarnă (Falco columbarius), ploier auriu (Pluvialis apricaria).
Pe lângă speciile protejate, pe teritoriul sitului au mai fost identificate 1 specie de păsări, 2 specii de mamifere.